# Dark Moor (album)
Dark Moor è il quarto album in studio del gruppo musicale power metal spagnolo Dark Moor, pubblicato nel 2003 dalla Arise Records.
Poco dopo l'uscita del disco, per via di divergenze musicali, Elisa C. Martín, Albert Maroto e Jorge Saez lasciarono il gruppo, e formarono in seguito i Dreamaker. Solo Enrik Garcia e Anan Kaddouri rimasero nella band. Alfred Romero si unì alla band come nuovo cantante, José Garrido alla chitarra e Andy C. alla batteria.

## Tracce
1. A Life for Revenge – 5:49
2. Eternity – 4:23
3. The Bane of Daninsky (The Werewolf) – 5:30
4. Philip, the Second – 6:45
5. From Hell – 3:51
6. Cyrano of Bergerac – 7:41
7. Overture (Attila) – 2:48
8. Wind Like Stroke (Attila) – 5:16
9. Return for Love (Attila) – 4:19
10. Amore Venio (Attila) – 0:55
11. The Ghost Sword (Attila) – 4:53
12. The Dark Moor – 8:39
13. The Mysterious Maiden (Bonus track) – 4:51

## Riferimenti dei testi
- A Life for Revenge è basata sul libro d'avventura di Alexandre Dumas, Il Conte di Montecristo.
- Philip, the Second parla della vita di Filippo II, Re di Spagna dal 1556 al 1598.
- Cyrano of Bergerac parla di Cyrano de Bergerac.
- Overture, Wind Like Stroke, Return for Love, Amore Venio e The Ghost Sword sono basata sulla vita di Attila, l'unno.
- The Dark Moor (così come il nome della band) è basato sulla saga di Riftwar di Raymond E. Feist.

## Formazione
- Alfred Romero - voce
- Enrik Garcia - chitarra
- José Garrido - chitarra
- Anan Kaddouri - basso elettrico
- Andy C. - batteria